# Герб Понти-Делгади
Ге́рб По́нти-Делга́ди — офіційний символ міста Понта-Делгада, Португалія. Використовується як територіальний герб. У червоному щиті пучок із семи золотих стріл, вістрями додолу, перев'язаних срібною стрічкою. У главі щита яструб натурального кольору, що летить і тримає в лапах португальський щиток. Щит увінчує срібна мурована міська корона з п'ятьма вежами.  Під щитом біла стрічка, на якій великими літерами напис португальською: «Ponta Delgada» (Понта-Делгада).  Офіційно затверджений 24 жовтня 1946 року.   

## Галерея

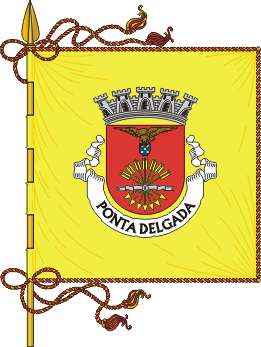
Прапор
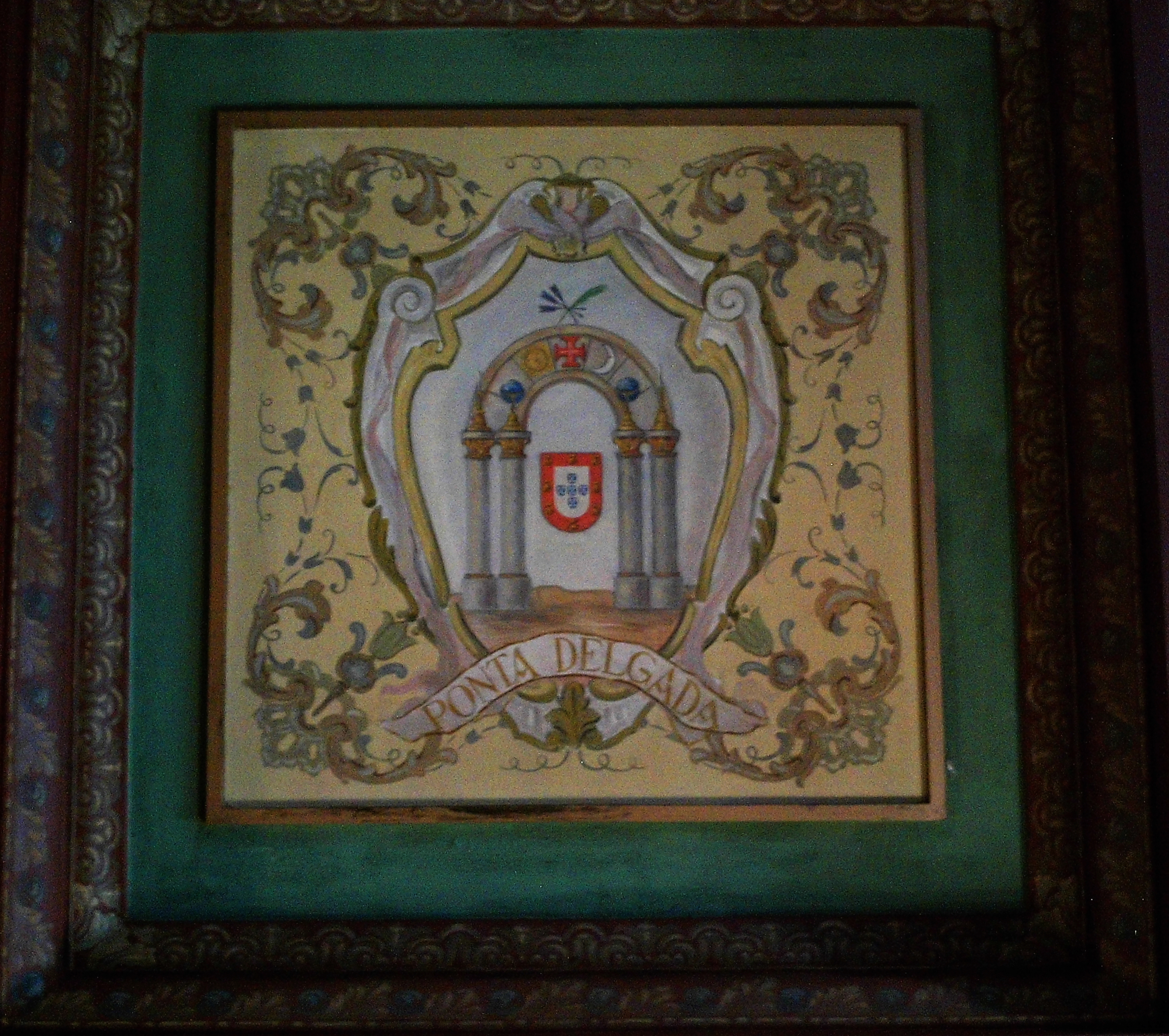
Старий герб